# Анвар, Сутан
Сутан Анвар (нидерл. Sutan Anwar; 21 марта 1914, Голландская Ост-Индия — не ранее 1938) — индонезийский футболист, полузащитник.

## Биография
С 1937 года по 1939 год играл за индонезийский клуб «Виос Батавия».
Выступал за сборную Голландской Ост-Индии. В 1938 году главный тренер сборной Йоханнес Христоффел ван Мастенбрук вызвал Анвара на чемпионат мира, который проходил во Франции и стал первым мундиалем для Голландской Ост-Индии и Индонезии в истории. На турнире команда сыграла одну игру в рамках 1/8 финала, в котором она уступила будущему финалисту турнира Венгрии (6:0). Сутан Анвар принял участие в этом матче.